# Desagüe inodoro flexible
Un Desagüe inodoro flexible es un tipo de tubería utilizado por fontaneros para prolongar la tubería del sifón de desagüe de un inodoro, cuando por diversas circunstancias se precisa cambiar la ubicación de la salida de un inodoro. Es limpio, y de hecho la forma más sencilla para cambiar de sitio un inodoro, o simplemente cambiarlo por otro con distintas medidas o distinta colocación del agujero de desagüe , aunque el modelo de codo a emplear dependerá de la situación de la tubería de salida y de donde se quiera situar el nuevo inodoro.

## Descripción
Actualmente, una aplicación común de los sifones es en los desagües de los aparatos sanitarios (fregaderos, lavabos, inodoros, etc.), para evitar que el mal olor de las materias en putrefacción del alcantarillado salga por el orificio de desagüe de los aparatos. El modelo más clásico (y el que mejor funciona hidráulicamente) consiste en un tubo en forma de "S" tumbada, de manera que, al desaguar el aparato, el agua llena las dos ramas del tubo, hasta el nivel de desagüe de la segunda, manteniendo un tapón de agua limpia que cierra la entrada de olores.

## Tipos
Hay diferentes tipos de Desagües de inodoros para casos especiales.
- Desagüe inodoro excéntrico,  forma más conveniente para cambiar de sitio un inodoro cuando la diferencia entre ejes es pequeña
- Desagüe inodoro en ángulo,  forma más conveniente para cambiar de sitio un inodoro cuando hay una divergencia entre ejes de hasta 45°.[2]